# Undekafluorodiantymonian trifluoroksenonu
Undekafluorodiantymonian trifluoroksenonu, [XeF
3]+
[Sb
2F
11]−
 – nieorganiczny związek chemiczny ksenonu na IV stopniu utlenienia z fluorem i antymonem. Ma on charakter soli, w której kationem jest [XeF
3]+
, a anionem [Sb
2F
11]−
.

## Historia
Po przeprowadzeniu kilku udanych syntez heksafluorków metali z ksenonem i otrzymaniu XePtF
6, XeRhF
6 i XeRuF
6, okazało się, że tą metodą można otrzymać pochodne ksenonu tylko z nielicznymi metalami – pozostałe albo nie tworzą heksafluorków, albo ich potencjał utleniający jest zbyt niski.
W celu otrzymania nowych kompleksów lub soli ksenonu, na początku lat 60. XX w. podjęto badania nad reakcjami jego fluorków (XeF
2, XeF
4 i XeF
6) z pentafluorkiem antymonu (SbF
5). W przypadku XeF
2 stosunkowo łatwo otrzymano żółty krystaliczny undekafluorodiantymonian fluoroksenonu, [XeF][Sb
2F
11] lub XeF
2·2SbF
5 – po rozpuszczeniu XeF
4 w nadmiarze SbF
5 zaobserwowano wydzielanie gazu i zamiast oczekiwanego związku ksenonu(IV), po odparowaniu wyizolowano właśnie XeF
2·2SbF
5 (późniejsze badania wykazały, że obserwowany XeF
2·2SbF
5 był wynikiem zanieczyszczenia XeF
4 difluorkiem (XeF
2), a w przypadku pracy z czystymi związkami produkt ten nie powstawał). W roku 1966 B. Cohen i R.D. Peacock podczas powtarzania tej procedury w łagodniejszych warunkach (ostrożne odparowanie SbF
5 w temperaturze poniżej 25 °C), obok żółtego kompleksu ksenonu(II) uzyskali biały proszek, który na podstawie widma 19
F-NMR zidentyfikowali wstępnie jako XeF
4·2SbF
5. W przeciwieństwie do licznych kompleksów XeF
2 z pentafluorkami metali (oprócz 4 kompleksów z SbF
5 opisane były także różne kompleksy z AsF
5, TaF
5, NbF
5, RuF
5 i OsF
5), a także kilku analogicznych kompleksów XeF
6, do końca lat 60. publikacja Cohena i Peacocka była jedynym doniesieniem opisującym domniemany XeF
4·2SbF
5. Otrzymana substancja nie została jednak wyizolowana w stanie czystym i w pełni scharakteryzowana. Dopiero w roku 1971 grupa R.J. Gillespiego uzyskała związek XeF
4 z SbF
5 w formie czystej i udowodniła jego skład oraz budowę.

## Otrzymywanie i właściwości
Undekafluorodiantymonian trifluoroksenonu można otrzymać w wyniku rozpuszczenia czystego tetrafluorku ksenonu w pentafluorku antymonu w temperaturze 50 °C:
XeF
4 + 2SbF
5 → [XeF
3][Sb
2F
11]
Po odparowaniu SbF
5 pod zmniejszonym ciśnieniem produkt wytrąca się w postaci żółtych lub jasnożółtozielonych kryształów, topiących się w temperaturze 81–83 °C.
Widma Ramana i 19
F-NMR wykazały, że produkt ma budowę soli [XeF
3][Sb
2F
11]. Zostało to później potwierdzone badaniami krystalograficznymi, na podstawie których określono, że długość wiązania mostkowego Sb−F−Xe wynosi 2,49 Å i jest znacząco większa niż długości wiązań niemostkowych F−Xe (1,83–1,91 Å). Jednocześnie jest ona wyraźnie krótsza od sumy promieni van der Waalsa Xe i F (3,63 Å), wskazując na znaczący udział wiązania kowalencyjnego między atomem Xe i mostkowym atomem F.
W wyniku stapiania [XeF
3]+
[SbF
6]−
 z nadmiarem XeF
4 w temperaturze 80 °C powstaje addukt o stosunku składników 1:1:
XeF
4 + [XeF
3][Sb
2F
11] → 2[XeF
3][SbF
6]
Pomimo problemów napotkanych w latach 60., w toku późniejszych badań w reakcjach XeF
4 z BiF
5 i AsF
5 otrzymano także inne związki zawierające kationy [XeF
3]+
.